# 楊政賢
楊政賢（英語：Johnson Yeung Ching Yin，1991年11月29日—），香港政治人物，前民間人權陣線召集人。早年就讀王肇枝中學，2014年畢業於香港中文大學政治與行政學系，2016年取得香港大學法律碩士，曾任香港中文大學學生會會長及香港專上學生聯會副秘書長。

## 參與七.二八遊行後被囚禁
2019年7月28日，楊政賢和四十多名市民在參與中西區遊行被捕後，被帶到葵涌警署停車場。其後目前涉嫌阻差辦公罪保釋候查。
- 楊政賢指唯公民抗命可創希望
- 楊政賢：最大嘅敵人係香港政府！ （页面存档备份，存于）